# Times Square Studios
O Times Square Studios (TSS) é um estúdio de televisão americano de propriedade da Walt Disney Company, localizado na esquina sudeste da rua 44 com a Broadway na área de Times Square, no bairro de Manhattan, em Nova York. O estúdio é mais conhecido como a casa de produção do Good Morning America, programa de notícias e conversa matinal da ABC, abrigando também outros programas da ABC News, e vários programas da ESPN.

## Antecedentes
O Times Square Studios fica no local do antigo Hotel Claridge, construído em 1911. Em 1972, o hotel foi demolido e a estrutura atual, que abrigava o Teatro Nacional, foi construída.
The New York Times achava que o Times Square Studios deveria ser uma resposta ao novo estúdio NBC lançado no Rockefeller Center para seu programa matutino Today - que marcou uma era de domínio para o programa sobre a ABC competindo com Good Morning America. Argumentou-se que a Disney precisava de sua própria vitrine no ar em um local de destaque, e que "uma cena de rua dinâmica de Manhattan é agora considerada um elemento essencial de produção para um show matinal".
A instalação foi projetada pela Walt Disney Imagineering, o braço de design e desenvolvimento da Disney, e seu vice-presidente sênior de design de conceito, Eddie Soto. A equipe também trabalhou com [Roger Goodman (diretor) | Roger Goodman], vice-presidente da ABC para projetos especiais, em suas instalações para  Good Morning America . Soto afirmou que o design do edifício foi concebido para simbolizar um espelho e a ideia de "mídia como arquitetura". A fachada do prédio também possui uma tela de vídeo e um par de notícias.